# Anton Lantheri
Anton Lantheri (tudi Antonin de Lanthieri), ljubljanski župan v 16. stoletju. 
Anton Lantheri naj bi bil trgovec z železom. Cesar naj bi mu leta 1518 potrdil grb s polmesecem in tremi zvezdami. Lantheri naj bi bil župan Ljubljane med letoma 1516 in 1518, ko ga je nasledil Janez Standinath.  